# تاتيانا تريب
تاتيانا تريب (بالألمانية: Tatjana Trieb) (و. 1985 – م) هي ممثلة من ألمانيا. ولدت في ميونخ. 

## وصلات خارجية
- تاتيانا تريب على موقع IMDb (الإنجليزية)
- تاتيانا تريب على موقع ألو سيني (الفرنسية)
- تاتيانا تريب على موقع أول موفي (الإنجليزية)
- تاتيانا تريب على موقع قاعدة بيانات الأفلام السويدية (السويدية)
- تاتيانا تريب على موقع قاعدة بيانات الفيلم (الإنجليزية)
- تاتيانا تريب على موقع كينوبويسك (الروسية)